# Andrimar Lázaro
Andrimar Daniela Lázaro Díaz (ur. 22 listopada 1995) – wenezuelska zapaśniczka startująca w stylu wolnym. Zajęła piąte miejsce na igrzyskach panamerykańskich w 2019. Brązowa medalistka mistrzostw panamerykańskich w 2018 i zawodów juniorów w 2015. Trzecia na mistrzostwach Ameryki Środkowej i Karaibów w 2018 roku.